# Мендес (город)
Ме́ндес (др.-греч. Μένδης; егип. pr-bi-neb-ḏdt — Пер-Банебджедет / егип. ḏdt — Джеде́т / егип. 'npt — Анпе́т; аккад. (URU) pi-in-di-di; араб. تل الربع‎ DMG Tall al-Rub'a) — древнеегипетский и эллинистический город в северо-восточной части нижнеегипетской Дельты, столица XVI нома.

## История
Мендес был областным региональным центром и даже столицей всего Древнего Египта (399—380 годы до н. э.). По главному городу древнеегипетский XVI ном в эллино–римский период называли также Мендесским.
Древний Мендес располагался на южном берегу озера Танис. Рядом протекал и мендесский рукав Нила. Южнее вблизи Мендеса располагался город Тмуис.
Главным божеством Мендеса был мендесский овен (баран, относившийся к виду ovis longipedes) Банебджедет. Этого обожествлённого мендессцами овна греки ассоциировали с козлом и отождествляли его с богом Паном (Геродот. «История» II, 46). Овен в Мендесе издавна почитался как символ плодородия. Свидетельства об этом имеются со времён IV династии.
Также священным покровителем города была богиня-рыба Хатмехит. Банебджедет, Хатмехит и их сын Гор вместе составляли триаду божеств города Мендеса.
Из Мендеса, по сведениям историка Манефона, правила страной древнеегипетская XXIX династия (399—380 годы до н. э.). Из этого города происходит «Мендесская стела» с изображением приношений Мендесскому овну Птолемеем II Филадельфом и Арсиноей II.
В эллинистическое время город был центром учёности. Отсюда, в частности, были родом или здесь действовали пифагореец и алхимик Болос Мендесский («Физика и мистика», «Книга чудес», «Георгика» и др.; III—II века до н. э.), историк Асклепиад Мендесский («История Египта»; I века до н. э.), жрец и историк Птолемей Мендесский («Египетская история»; конец I века до н. э. — начало I века), грамматик, астролог, философ и историк Трасилл («О камнях», «История Египта», «Легенда о Демокрите»; ум. 36).